# Ranton (Vienne)
Ranton település Franciaországban, Vienne megyében. Lakosainak száma 204 fő (2022. január 1.). Ranton Glénouze, Pas-de-Jeu, Curçay-sur-Dive és Saint-Laon községekkel határos.

## Népesség
A település népessége az elmúlt években az alábbi módon változott:
| Lakosok száma | 184  | 184  | 192  | 193  | 197  | 200  | 204  | 204  | 204  |
|               | 2013 | 2015 | 2016 | 2017 | 2018 | 2019 | 2020 | 2021 | 2022 |